# Espronceda
Espronceda település Spanyolországban, Navarra autonóm közösségben. Espronceda Torralba Del Río, Bargota, Armañanzas, Desojo és Mirafuentes községekkel határos. Lakosainak száma 108 fő (2024).

## Népesség
A település népessége az elmúlt években az alábbi módon változott:
| Lakosok száma | 167  | 162  | 144  | 134  | 128  | 119  | 108  | 104  | 105  | 108  |
|               | 2001 | 2004 | 2007 | 2009 | 2012 | 2014 | 2017 | 2019 | 2022 | 2024 |